# Ignacy Hilary Ledóchowski

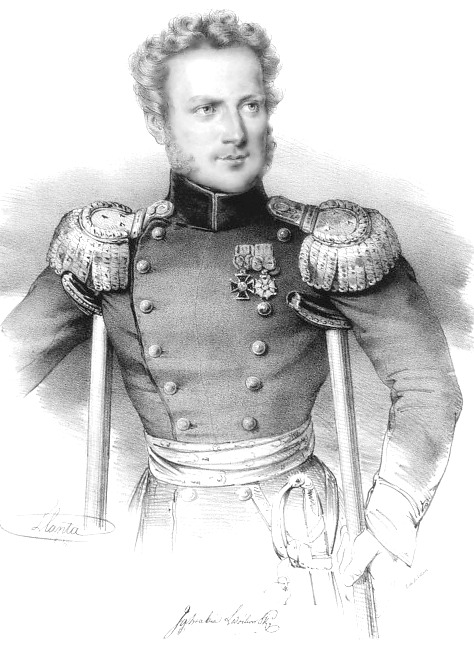
Ignacy Hilary Ledóchowski

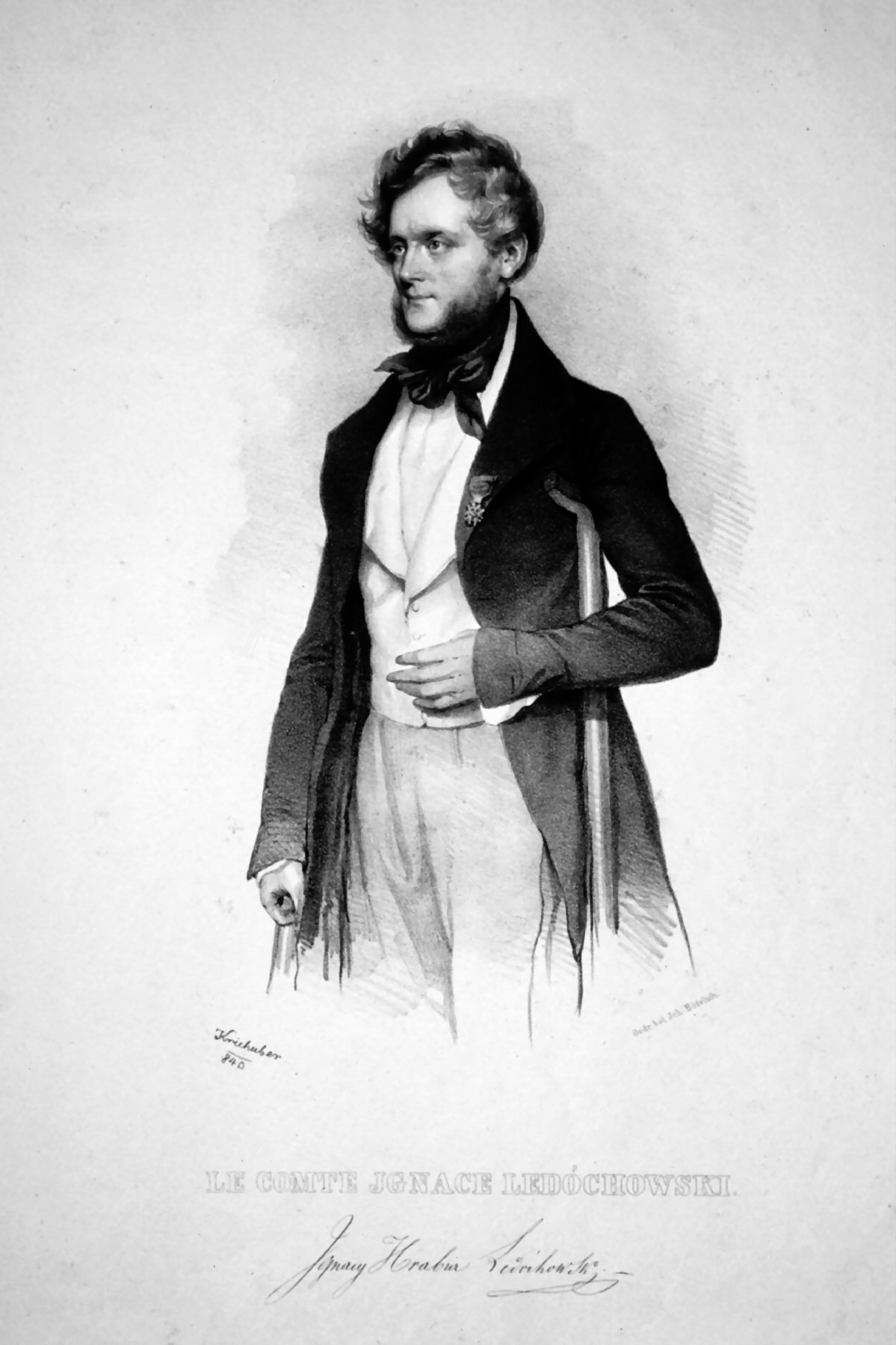
Ignaz Ledochowski, Lithographie von Josef Kriehuber, 1840

Ignacy Hilary Graf Ledóchowski (* 13. Januar 1789 in Krupa; † 29. März 1870 in Klimontów) war ein General aus der polnischen Grafenfamilie Ledóchowski und Kommandant der Festung Modlin.

## Leben
Ignacy Hilary Ledóchowski wurde als Sohn von Anton Ledóchowski (* 1755; † 1835), dem ersten Grafen Ledóchowski, im Dorf Krupa in der heutigen Westukraine geboren. Ignacy besuchte die Theresianische Akademie in Wien und begann danach seine militärische Laufbahn an der militärischen Akademie für Ingenieure zu Mödling. So wurde er bereits 1808 Offizier unter Erzherzog Karl. Dementsprechend kämpfte er mit den österreichischen Truppen gegen Napoléon und geriet in Regensburg in französische Gefangenschaft. Daraufhin trat er 1810 als Mitglied der Armee des neugebildeten Herzogtums Warschau, in französische Dienste. Er war engagierter Anhänger der Reformen Napoléons und erhielt nach einer Verletzung das Kreuz der französischen Ehrenlegion (Légion d'honneur) verliehen. 
Am 12. Juli 1821 heiratete er Ludowika Górska (* 18. Mai 1797; † 16. Juni 1833). Nach der Umwandlung des Herzogtums Warschau in das, von Russland geführte, Kongresspolen wurde er 1828 Oberst und Kommandant des Warschauer Arsenals. Wie sein Vater setzte sich Ignacy Hilary Ledóchowski für die Unabhängigkeit Polens ein. So nahm er am Polnischen Novemberaufstand im Jahre 1830 teil und übernahm mit seiner langjährigen militärischen Erfahrung, als Brigadegeneral und Kommandant die Verteidigung der Festung Modlin. Erst am 9. Oktober 1831 musste sie, als eine der letzten polnischen Bollwerke, angesichts der russischen Überlegenheit kapitulieren. 
Aber auch nach dem Scheitern, bzw. der blutigen Niederschlagung des Aufstands, agierte er gegen die russische Herrschaft. Er musste sich jedoch, um sich vor einer drohenden Deportation nach Sibirien zu retten, samt seiner Familie 1843 nach Österreich begeben, wo er sich in der Nähe von Loosdorf niederließ. Im Jahre 1855 kehrte er in das besetzte Polen zurück und ging in das Dominikanerkloster Klimontów im österreichischen Galizien. Hier verstarb er am 29. März 1870. Sein Sohn war Antoni August Ledóchowski und sein Enkel Ignacy Kazimierz Ledóchowski, der ebenfalls polnischer General wurde.